# Piotr Żyła
Piotr Paweł Żyła (* 16. Januar 1987 in Cieszyn) ist ein polnischer Skispringer, der für WSS Wisła startet. Seine größten sportlichen Erfolge sind die Weltmeistertitel von der Großschanze mit der polnischen Mannschaft bei den Weltmeisterschaften 2017 in Lahti sowie im Einzel von der Normalschanze bei den Weltmeisterschaften 2021 in Oberstdorf und 2023 in Planica.

## Werdegang
Żyła fing im Alter von acht Jahren an zu springen und startet für den Verein WSS Wisła. Er bestritt seine ersten internationalen Wettkämpfe im Jahr 2003. In der Saison 2004/05 kam er bei mehreren Continental Cups zum Einsatz. Bei den Junioren-Weltmeisterschaften 2005 in Rovaniemi konnte er mit dem polnischen Team eine Silbermedaille gewinnen. Im folgenden Sommer 2005 startete er bei einigen Springen des Sommer-Grand-Prix, konnte aber die Punkteränge nie erreichen. Zu Beginn der folgenden Wintersaison 2005/06 erreichte er im Continental Cup mittelmäßige Platzierungen, bekam aber trotzdem Ende Januar 2006 einen Einsatz beim Weltcup in Sapporo. Mit einem 19. Platz konnte er auf Anhieb Weltcuppunkte erringen. Am 4. Februar 2006 konnte er das Continental-Cup-Springen in Villach gewinnen. Bis auf einen vierten Platz in Iron Mountain konnte er in der verbleibenden Continental-Cup-Saison aber nur Platzierungen im Mittelfeld erreichen. In der folgenden Saison 2006/07 pendelte er zwischen Welt- und Continental Cup hin und her. Bei den Nordischen Skiweltmeisterschaften 2007 in Sapporo wurde er ebenfalls eingesetzt. Obwohl er in beiden Einzelspringen den zweiten Durchgang verpasste, konnte er im Teamwettbewerb mit der polnischen Mannschaft einen fünften Platz erreichen. Im Sommer 2007 nahm er abermals am Sommer-Grand-Prix teil und konnte mit einem 7. Platz in Hakuba sein erstes Ergebnis unter den Top 10 in einem erstklassigen Wettbewerb erringen. In der Wintersaison 2007/08 wechselte er wieder zwischen Welt- und Continental Cup hin und her, bekam aber einen Einsatz bei der Skiflug-Weltmeisterschaft 2008 in Oberstdorf, wo er einen zehnten Platz im Einzelwettbewerb belegen konnte. Im Sommer 2008 startete er vor allem im Continental Cup. Bei den polnischen Meisterschaften von der Großschanze am 14. Februar 2009 sprang er als Dritter erstmals auf einen Medaillenrang.
Seine beiden ersten Podestplatzierungen ersprang er im ersten Halbjahr 2011 mit der polnischen Mannschaft bei den Teamwettbewerben in Willingen und in Lahti. Am 9. Januar 2013 konnte er im heimischen Wisła mit Platz sechs von der Großschanze sein bis dato bestes Einzelergebnis im Weltcup erspringen.
Bei den Nordischen Skiweltmeisterschaften 2013 gewann er mit seinen Teamkollegen Maciej Kot, Dawid Kubacki und Kamil Stoch hinter Österreich und Deutschland die Bronzemedaille im Mannschaftswettbewerb und damit die erste polnische Mannschaftsmedaille im Skispringen bei einer Weltmeisterschaft. In Trondheim entschied Żyła die Qualifikation für sich. Wenige Tage später, am 17. März 2013 konnte er dann seinen ersten Weltcupsieg feiern, als er gemeinsam mit dem Österreicher Gregor Schlierenzauer am Holmenkollen in Oslo triumphierte. Am 22. März sprang er als Dritter beim Skifliegen in Planica zum zweiten Mal auf das Podest.
Żyła gehörte zum polnischen Aufgebot der Olympischen Winterspiele 2014 in Sotschi und wurde dort bei zwei von drei Wettbewerben eingesetzt. Im Einzel auf der Großschanze belegte er den 34. Rang und mit der polnischen Mannschaft wurde er Vierter. Bei den Nordischen Skiweltmeisterschaften 2015 in Falun belegte er in den Einzelwettbewerben den 33. Rang auf der Normalschanze und den neunten Rang auf der Großschanze. Im Mannschaftsspringen holte er zusammen mit Klemens Murańka, Jan Ziobro und Kamil Stoch die Bronzemedaille.
Am 3. Dezember 2016 gewann Żyła zusammen mit Kamil Stoch, Dawid Kubacki und Maciej Kot den Teamwettbewerb in Klingenthal. Dies war der erste Sieg einer polnischen Mannschaft in einem Weltcup-Teamwettbewerb. Am 6. Januar 2017 konnte er beim Dreikönigsspringen in Bischofshofen als Dritter zum dritten Mal in seiner Karriere auf das Podest springen. Zudem sicherte er sich mit dieser Platzierung den zweiten Rang in der Gesamtwertung der Vierschanzentournee 2016/17 hinter Kamil Stoch. Bei den Nordischen Skiweltmeisterschaften 2017 in Lahti belegte er im Einzel auf der Normalschanze den 19. Platz. Im Einzelspringen auf der Großschanze holte er als Dritter hinter Stefan Kraft und Andreas Wellinger die Bronzemedaille. Im Mannschaftswettbewerb wurde er zusammen mit Dawid Kubacki, Maciej Kot und Kamil Stoch Weltmeister vor Norwegen und Österreich. Im März 2017 stellte er am Vikersundbakken mit 245,5 Metern Weite einen neuen polnischen Landesrekord im Skifliegen auf, der noch im selben Monat von Kamil Stoch in Planica übertroffen wurde. Er beendete die Weltcup-Saison 2016/17 mit 634 Punkten als Elfter im Gesamtweltcup und erreichte damit sein bis dahin bestes Ergebnis.
Bei der Skiflug-Weltmeisterschaft 2018 in Oberstdorf belegte er im Einzel den 17. Platz und gewann im Mannschaftswettbewerb zusammen mit Stefan Hula, Dawid Kubacki und Kamil Stoch die Bronzemedaille. Am 4. Februar 2018 erzielte er beim Weltcup-Springen in Willingen als Dritter den vierten Einzel-Podestplatz seiner Karriere. Bei den Olympischen Winterspielen 2018 in Pyeongchang gehörte er zum fünfköpfigen polnischen Aufgebot. Er wurde jedoch in keinem der drei Wettbewerbe eingesetzt. In der Gesamtwertung des Sommer-Grand-Prix 2018 belegte er den dritten Platz hinter dem Russen Jewgeni Klimow und dem Deutschen Karl Geiger, wobei er das Springen am 4. August 2018 auf der Andreas-Küttel-Schanze im schweizerischen Einsiedeln gemeinsam mit seinem punktgleichen Landsmann Kamil Stoch für sich entscheiden konnte. Dazu kamen noch der Mannschaftserfolg im heimischen Wisła und zwei zweite Plätze in Wisła und im rumänischen Râșnov.
Bei den Weltmeisterschaften 2019 in Seefeld in Tirol wurde er mit der polnischen Männermannschaft Vierter im Mannschaftswettbewerb. In den Einzelwettbewerben belegte er Platz 19 von der Groß- und Platz 33 von der Normalschanze. In der Weltcupsaison 2018/19 erreichte er mit 1131 den 4. Platz und somit seine bisher beste Platzierung im Gesamtweltcup.
In der Saison 2019/20 gewann Żyła am 15. Februar 2020 am Kulm zum ersten Mal ein Skifliegen. Die Saison beendete er im Gesamtweltcup auf dem 11. Platz.
Bei der Skiflug-Weltmeisterschaft 2020 in Planica belegte er im Einzelwettbewerb den 7. Platz. Mit Dawid Kubacki, Kamil Stoch und Andrzej Stękała gewann er im Mannschaftswettbewerb die Bronzemedaille hinter den Teams aus Norwegen und Deutschland.
Bei den Nordischen Skiweltmeisterschaften 2021 in Oberstdorf wurde er auf der Normalschanze Weltmeister im Einzel und Sechster mit dem polnischen Mixed-Team. Im Mannschaftswettbewerb von der Großschanze holte er zusammen mit Andrzej Stękała, Kamil Stoch und Dawid Kubacki die Bronzemedaille, die er als Vierter im Einzelspringen von der Großschanze nur knapp verpasste. Bei den Olympischen Winterspielen 2022 in Peking wurde er im polnischen Team Sechster im Mannschaftswettbewerb von der Großschanze. In den Einzelwettbewerben wurde er 21. auf der Normal- und 18. auf der Großschanze.
Im Jahr 2025 erhielt er das Ritterkreuz des Ordens Polonia Restituta.

## Erfolge

### Weltcupsiege im Einzel
| Nr. | Datum            | Ort             | Typ           |
| --- | ---------------- | --------------- | ------------- |
| 1.  | 17. März 2013    | Oslo            | Großschanze * |
| 2.  | 15. Februar 2020 | Bad Mitterndorf | Flugschanze   |

* ex aequo mit Gregor Schlierenzauer

### Weltcupsiege im Team
| Nr. | Datum             | Ort         | Typ         |
| --- | ----------------- | ----------- | ----------- |
| 1.  | 3. Dezember 2016  | Klingenthal | Großschanze |
| 2.  | 28. Januar 2017   | Willingen   | Großschanze |
| 3.  | 17. November 2018 | Wisła       | Großschanze |
| 4.  | 15. Februar 2019  | Willingen   | Großschanze |
| 5.  | 23. März 2019     | Planica     | Flugschanze |
| 6.  | 13. Dezember 2019 | Klingenthal | Großschanze |
| 7.  | 11. Februar 2023  | Lake Placid | Großschanze |

### Grand-Prix-Siege im Einzel
| Nr. | Datum          | Ort        | Typ           |
| --- | -------------- | ---------- | ------------- |
| 1.  | 4. August 2018 | Einsiedeln | Großschanze   |
| 2.  | 6. August 2023 | Szczyrk    | Normalschanze |

### Grand-Prix-Siege im Team
| Nr. | Datum         | Ort   | Typ         |
| --- | ------------- | ----- | ----------- |
| 1.  | 25. Juli 2014 | Wisła | Großschanze |
| 2.  | 31. Juli 2015 | Wisła | Großschanze |
| 3.  | 14. Juli 2017 | Wisła | Großschanze |
| 4.  | 21. Juli 2018 | Wisła | Großschanze |
| 5.  | 20. Juli 2019 | Wisła | Großschanze |

### Continental-Cup-Siege im Einzel
| Nr. | Datum              | Ort         | Typ           |
| --- | ------------------ | ----------- | ------------- |
| 1.  | 4. Februar 2006    | Villach     | Normalschanze |
| 2.  | 24. September 2011 | Klingenthal | Großschanze   |
| 3.  | 25. September 2011 | Klingenthal | Großschanze   |
| 4.  | 2. August 2014     | Wisła       | Großschanze   |

## Statistik

### Weltcup-Platzierungen
| Saison  | Platz | Punkte |
| ------- | ----- | ------ |
| 2005/06 | 51.   | 0023   |
| 2006/07 | 55.   | 0034   |
| 2008/09 | 81.   | 0004   |
| 2010/11 | 54.   | 0037   |
| 2011/12 | 19.   | 0267   |
| 2012/13 | 15.   | 0485   |
| 2013/14 | 20.   | 0343   |
| 2014/15 | 19.   | 0474   |
| 2015/16 | 35.   | 0089   |
| 2016/17 | 11.   | 0634   |
| 2017/18 | 16.   | 0403   |
| 2018/19 | 04.   | 1131   |
| 2019/20 | 11.   | 0617   |
| 2020/21 | 07.   | 0825   |
| 2021/22 | 14.   | 0480   |
| 2022/23 | 06.   | 0984   |
| 2023/24 | 25.   | 0292   |
| 2024/25 | 39.   | 0080   |

### Vierschanzentournee-Platzierungen
| Saison  | Platz | Punkte |
| ------- | ----- | ------ |
| 2008/09 | 40.   | 0405,1 |
| 2011/12 | 39.   | 0409,9 |
| 2012/13 | 23.   | 0798,8 |
| 2013/14 | 34.   | 0510,2 |
| 2014/15 | 19.   | 0819,4 |
| 2015/16 | 64.   | 0100,1 |
| 2016/17 | 02.   | 0962,5 |
| 2017/18 | 15.   | 0914,5 |
| 2018/19 | 19.   | 0842,1 |
| 2019/20 | 14.   | 1016,7 |
| 2020/21 | 05.   | 1037,2 |
| 2021/22 | 15.   | 0889,5 |
| 2022/23 | 04.   | 1090,0 |
| 2023/24 | 17.   | 0947,6 |
| 2024/25 | 38.   | 0544,6 |

### Grand-Prix-Platzierungen
| Saison | Platz | Punkte |
| ------ | ----- | ------ |
| 2007   | 35.   | 056    |
| 2011   | 05.   | 298    |
| 2012   | 26.   | 084    |
| 2013   | 44.   | 053    |
| 2014   | 05.   | 224    |
| 2015   | 09.   | 232    |
| 2016   | 44.   | 055    |
| 2017   | 08.   | 200    |
| 2018   | 03.   | 382    |
| 2019   | 08.   | 205    |
| 2020   | 03.   | 120    |
| 2021   | 27.   | 074    |
| 2022   | 17.   | 076    |
| 2023   | 04.   | 220    |

### Schanzenrekorde
| Ort     | Land      | Weite           | aufgestellt am   | Rekord bis    |
| ------- | --------- | --------------- | ---------------- | ------------- |
| Planica | Slowenien | 141,0 m (HS140) | 22. März 2014    | 23. März 2014 |
| Planica | Slowenien | 105,0 m (HS102) | 25. Februar 2023 | aktuell       |

## Familie
Żyła ist geschieden und Vater zweier Kinder.